# Langø Sogn
Langø Sogn er et sogn i Lolland Vestre Provsti (Lolland-Falsters Stift).
Langø Kirke blev i 1901 indviet som filialkirke til Kappel Kirke. Langø blev så et kirkedistrikt i Kappel Sogn, som hørte til Lollands Sønder Herred i Maribo Amt. Kappel sognekommune inkl. kirkedistriktet blev ved kommunalreformen i 1970 indlemmet i Rudbjerg Kommune, der ved strukturreformen i 2007 indgik i Lolland Kommune.
Da kirkedistrikterne blev afskaffet 1. oktober 2010, blev Langø Kirkedistrikt udskilt som det selvstændige Langø Sogn.
Stednavne, se Kappel Sogn.